# Aukro.cz
Aukro.cz – czeski serwis aukcyjny, który obecnie należy do czeskiej Grupy Naspers.

## Historia
Aukro.cz jest obecnie największą platformą handlową online w Czechach. Na rynku czeskim działa od sierpnia 2003 roku. Po pierwszym roku istnienia na Aukro.cz zarejestrowanych było około 7000 użytkowników. Po pięciu latach, na początku 2009 roku, liczba zarejestrowanych użytkowników przekroczyła 1 mln. W 2008 roku na Aukro.cz sprzedano ponad 5 mln sztuk towaru o wartości 2,5 miliarda koron czeskich. W 2016 roku liczba zarejestrowanych użytkowników wyniosła przeszło 3,8 miliona. Od 2019 roku większościowym właścicielem Aukro staje się grupa Pale Fire Capital.